# First Bank of the United States
Die First Bank of the United States (deutsch Erste Bank der Vereinigten Staaten) war die erste Zentralbank der USA. Alexander Hamilton hatte sie vorgeschlagen, um die durch den Unabhängigkeitskrieg entstandenen Kriegsschulden abzubauen, eine nationale Währung zu entwickeln und die westlichen Gegenden zu veräußern. Sie saß in der damaligen Hauptstadt Philadelphia, Pennsylvania, zuerst in der Carpenter’s Hall. Man verlieh ihr 1791 für 20 Jahre bis 1811 ihre Vorrechte. Präsident George Washington unterzeichnete die Charta am 25. Februar 1791. Sie folgte der Tradition der Bank of North Amerika und ihr Nachfolger wurde die Second Bank of the United States. Als Tag der Gründung gilt der 8. Februar 1791, an dem das Repräsentantenhaus ein Gesetz zur Gründung der ersten Bank der Vereinigten Staaten mit 39 zu 20 Stimmen verabschiedete. 

## Hintergrund
Nach dem Ende des Unabhängigkeitskriegs standen die jungen Vereinigten Staaten von Amerika vor einer Reihe von Herausforderungen. In den 1780er Jahren kam es verbreitet zu wirtschaftlichen Problemen. Der Handel mussten belebt, Kriegsschulden zurückgezahlt, die Inflation gestoppt und die Stabilität und der Wert der Währung wieder hergestellt werden. Alexander Hamilton war gemäß der neuen Verfassung der erste Finanzminister. Er entwickelte einige Ideen, wie diese Probleme gelöst werden könnten. Eine davon war die Schaffung einer Nationalbank.
Bereits 1779 hatte Hamilton sich an Robert Morris gewandt und ihm erste Pläne für eine Emissionsbank unterbreitet. 1780 schrieb Hamilton an Morris: “The only plan that can preserve the currency is one that will make it the immediate interest of the moneyed men to cooperate with the Government in its support.” (deutsch: „Der einzige Plan, der die Währung erhalten kann, ist der, der es zum unmittelbaren Interesse der Geldmänner macht, mit der Regierung bei ihrer Unterstützung zusammenzuarbeiten.“) Er schlug eine amerikanische Bank mit einem Kapital von 200.000.000 USD vor. Das Projekt sah ein Auslandsdarlehen in Höhe von 10.000.000 USD als Teil des Grundstock vor. Er überarbeitete seine Pläne mehrmals. Spielte anfangs in seinen Überlegungen noch der Grundbesitz als Sicherheit eine wichtige Rolle, so ging er mehr und mehr dazu über, sich die Modelle europäischer Banken genauer anzusehen.
So legte Hamilton dem Kongress im Dezember 1790 einen Bericht mit seinem Plan (Report on a National Bank) vor. Die Grundlage bildete die Charta der Bank of England. Die amerikanische Version dieser Institution sollte Banknoten ausgeben, einen sicheren Ort für die Aufbewahrung öffentlicher Gelder bieten, Bankeinrichtungen für kommerzielle Transaktionen anbieten und sich um die Steuereinnahmen der Regierung sowie die Zahlung der Schulden kümmern. Die Etablierung der Bank warf bei der neuen Regierung Fragen bezüglich ihrer Verfassungsgemäßheit auf. Hamilton argumentierte, dass die Bank ein effektives Mittel sei, die autorisierte Macht der Regierung zu erzielen. Außenminister Thomas Jefferson hingegen führte an, dass die Bank das traditionelle Eigentumsrecht verletze und dass ihre Bedeutung für die verfassungsgemäß autorisierten Kräfte schwach sei. Präsident George Washington unterzeichnete die Charta nach längerem Zögern am 25. Februar 1791.
Die First Bank of the United States arbeitete zwar als Notenbank, legte aber weder die Geldpolitik fest, noch regulierte sie die Privatbanken. Sie hielt auch nicht deren überschüssige Reserven noch fungierte sie als Kreditgeber der letzten Instanz.

## Krisen zu Beginn
Als die First Bank of the United States gegründet wurde, kam es zu großen politischen Auseinandersetzungen. Viele protestierten gegen die Bank mit der Begründung, sie sei von der Verfassung niemals vorgesehen worden. Jene, welche die Bank beibehalten wollten, gaben jedoch zu bedenken, dass die Verfassung eine nationale Bank ebenso wenig verboten hätte, weswegen die Regierung in der Lage und berechtigt sei, eine zu schaffen. Diese und viele andere Kontroversen trugen zur Erschaffung der ersten beiden politischen Parteien in den Vereinigten Staaten bei. Die Föderalistische Partei, unterstützt von Hamilton, favorisierte eine Nationalbank, während Jeffersons Republikaner sie vehement ablehnten.
Es kam in den Monaten März und April 1792 zu einer Kreditkrise, ausgelöst zum einen durch die Ausweitung der Kreditvergabe durch die neu gegründete Bank, zum anderen durch zügellose Spekulationen seitens William Duer, Alexander Macomb und anderer prominenter Banker. Duer, Macomb und ihre Kollegen versuchten, die Preise für US-Schuldverschreibungen und Bankaktien in die Höhe zu treiben, doch als sie mit ihren Krediten in Verzug gerieten, fielen die Preise und verursachten einen Ansturm auf die Banken. Die gleichzeitige Verknappung der Kredite durch die First Bank of the United States verstärkte die anfängliche Panik noch. Finanzminister Alexander Hamilton gelang es, die Krise geschickt zu managen, indem er den Banken im Nordosten Hunderttausende von Dollar für den Ankauf von Wertpapieren auf dem freien Markt zur Verfügung stellte, so dass sich der Markt bis Mai 1792 stabilisieren konnte.

## Verkauf der Staatsanteile
Nachdem Hamilton 1795 aus dem Amt geschieden war, teilte der neue Finanzminister Oliver Wolcott jr. dem Kongress mit, dass aufgrund der seinerzeitigen Lage der Staatsfinanzen mehr Geld benötigt würde. Dies könne entweder durch den Verkauf der Staatsanteile an der Bank oder durch Steuererhöhungen erreicht werden. Wolcott riet zur ersten Möglichkeit. Der Kongress stimmte schnell zu. Hamilton erhob Einspruch, da er der Meinung war, dass die Dividenden aus diesen Aktien unantastbar für den Unterhaltsfonds zur Tilgung der Schulden verpfändet worden waren. Hamilton versuchte, den Widerstand gegen die Maßnahme zu organisieren, was ihm jedoch nicht gelang. So erfolgte der Verkauf der Staatsanteile an der Bank.

## Auflösung
1811 kam es im US-Senat zu einer Abstimmung über die Erneuerung der Charta der Bank. Mit der entscheidenden Stimme von Vizepräsident George Clinton stimmte der Senat gegen die Erneuerung. Das Bankprivileg lief somit 1811 aus und die Bank wurde von Stephen Girard erworben.  Er reorganisierte sie unter seiner direkten persönlichen Kontrolle. Er stellte George Simpson, den Kassierer der First Bank, als Kassierer der neuen Bank ein und gestattete den Treuhändern der First Bank of the United States, einige Büros und Räume in den Tresoren zu nutzen, um die Geschäfte der geschlossenen Bank zu einem sehr geringen Mietpreis abzuwickeln.
Während des Krieges von 1812 war Girards Bank die wichtigste Quelle für Regierungskredite. Gegen Ende des Krieges, als die finanzielle Kreditwürdigkeit der US-Regierung am Tiefpunkt angelangt war, stellte Girard der Regierung fast alle seine Ressourcen zur Verfügung und zeichnete bis zu 95 Prozent der Kriegsanleihen, die es den Vereinigten Staaten ermöglichten, den Krieg fortzusetzen. 
Im Jahr 1816 wurde die Second Bank of the United States gegründet.

## Gebäude

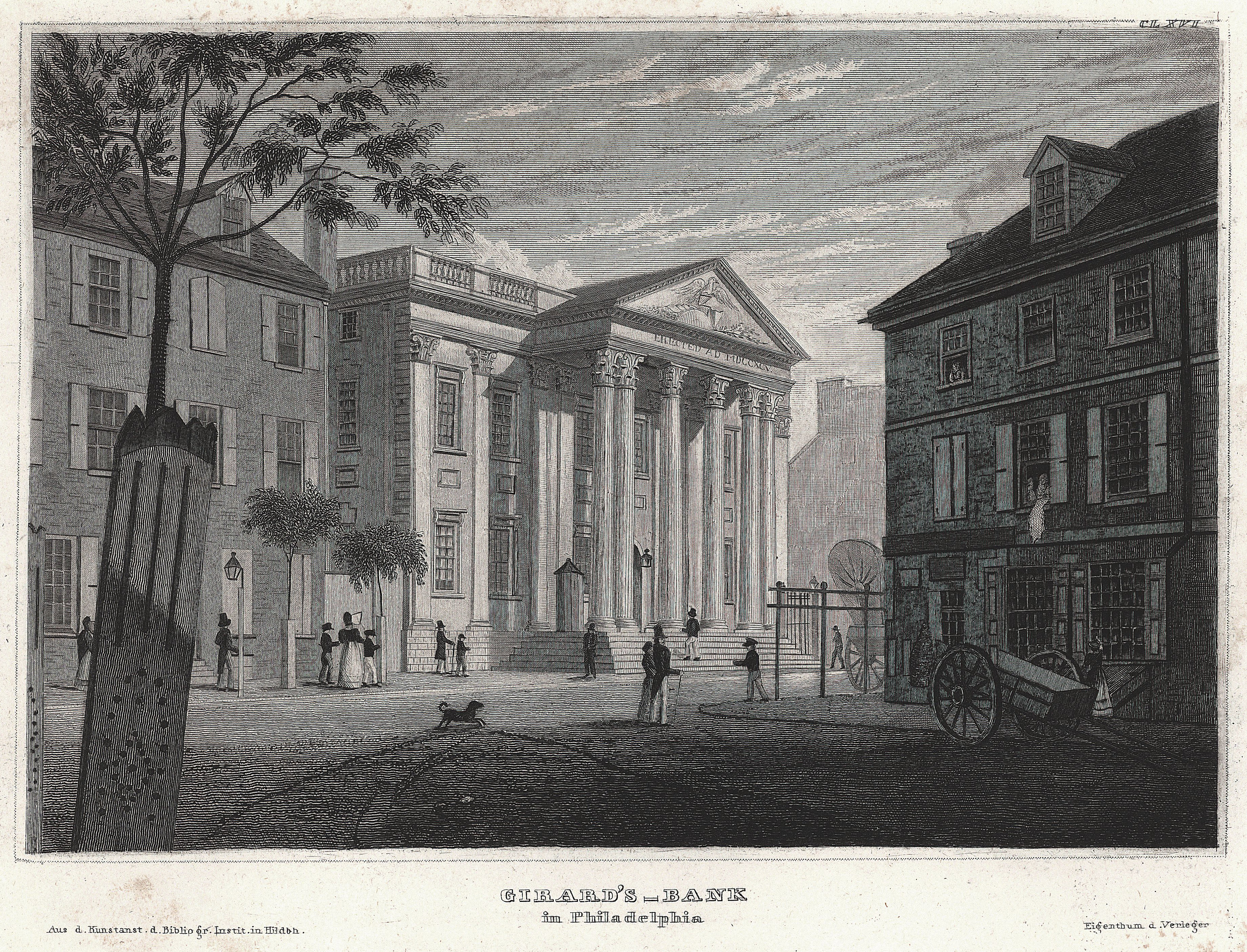
Das Gebäude der Bank um 1837

Das Gebäude der First Bank of the United States hat seit Mai 1987 den Status eines National Historic Landmarks und ist als Bauwerk im National Register of Historic Places eingetragen.